# ナンセニア (小惑星)
ナンセニア (853 Nansenia) は小惑星帯に位置する小惑星である。ロシアの天文学者セルゲイ・イワノヴィチ・ベリャフスキーがシメイズ天文台で発見した。
ノルウェーの探検家フリチョフ・ナンセンに因んで命名された。